# Exiled: A Law & Order Movie

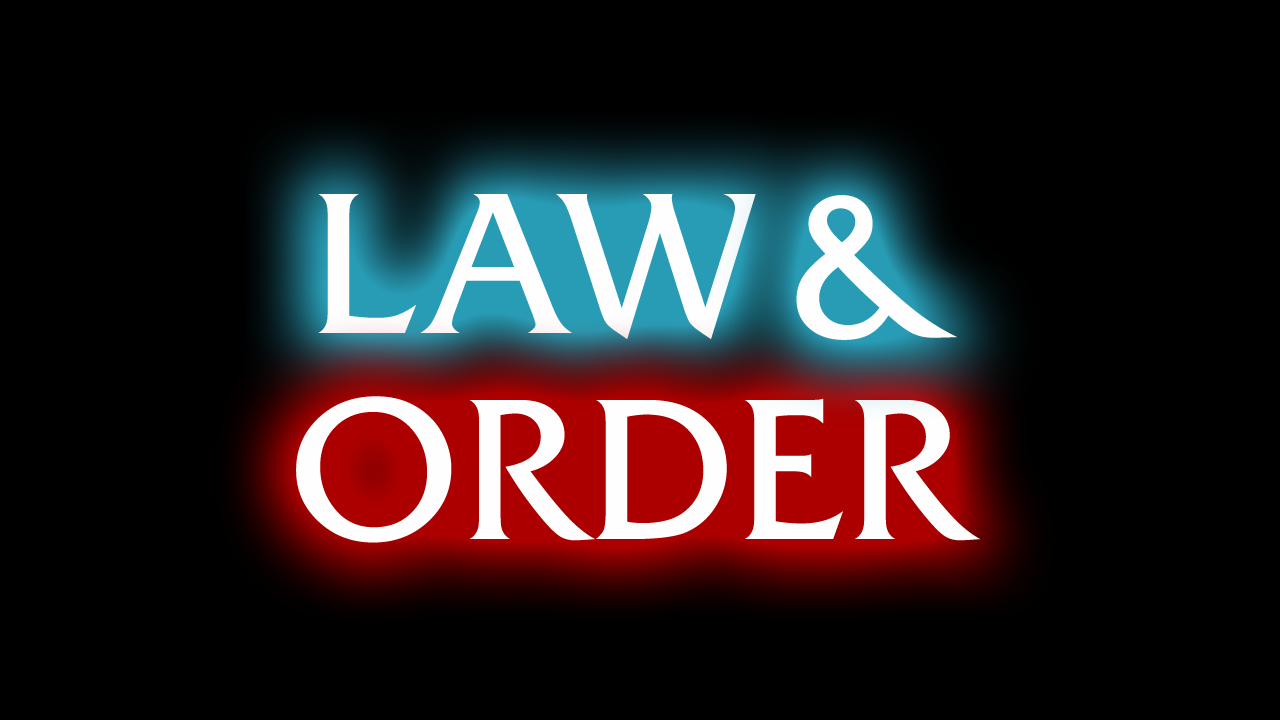
Logo Law & Order

Exiled: A Law & Order Movie  é um filme feito para televisão de 1998 baseado na série Law & Order originalmente transmitido pela NBC. O filme, escrito por Chris Noth e Charles Kipps, acompanha o detetive Mike Logan (fora da série desde 1995) em um caso policial. Kipps recebeu Edgar Award em 1999 por seu roteiro.

## Elenco e personagens
- Chris Noth como o detetive Mike Logan
- Dabney Coleman como o tenente Kevin Stolper
- Dana Eskelson como o detetive Frankie Silvera
- John Fiore como o detetive Tony Profaci
- Dann Florek como o capitão Don Cragen
- Paul Guilfoyle como o detetive Sammy Kurtz
- Ice-T como Seymour Stockton
- Costas Mandylor como Gianni Uzielli
- Tony Musante como Don Giancarlo Uzielli
- Nicole Ari Parker como Georgeanne Taylor
- Benjamin Bratt como o detetive Rey Curtis
- S. Epatha Merkerson como a tenente Anita Van Buren
- Jerry Orbach como o detetive Lennie Briscoe
- Sam Waterston como Jack McCoy